# Nancy Drew (film 2007)
Nancy Drew è un film del 2007 diretto da Andrew Fleming e ispirato all'omonima collana per ragazzi di Carolyn Keene.

## Trama
L'adolescente Nancy Drew è un'appassionata di investigazioni. Suo padre deve trasferirsi in California per lavoro e lascia a Nancy la libertà di scegliere la casa. La ragazza sceglie la casa di Dehlia Draycott, una star di Hollywood morta in misteriose circostanze, infatti la scelta non è affatto casuale. Il padre di Nancy, l'avvocato Carson Drew, fa promettere a sua figlia di non investigare più, ma la curiosità è più forte di lei. Così comincia a raccogliere indizi sulla vita dell'attrice mettendo però in pericolo se stessa. Dopo varie peripezie e con l'aiuto di alcuni amici, Nancy riesce a trovare la soluzione del mistero e a consegnare l'assassino di Dehlia nelle mani della polizia.

## Cameo
L'attore Bruce Willis appare in un cameo nella parte di se stesso.